# 반카인
반카인(베트남어: Vạn Khánh / 萬慶 만경 / 1662년 9월 ~ 12월)은 베트남 후 레 왕조(後黎朝) 신종(神宗) 레 주이 끼(黎維祺)가 복위 한 후에 사용한 네번째 연호이자 일곱번째 연호이다.
- 찐 주 군주(섭정) : 찐딱(鄭柞)
- 응우옌 주 군주 : 응우옌 푹 떤(阮福瀕)
- 버우 주 군주 : 부꽁득(武公悳)

## 개원
- 빈토(永壽) 5년(1662년) 9월에 연호를 반카인(萬慶)으로 개원함.[1][2]

- 반카인(萬慶) 원년(1662년) 11월에 연호를 까인찌(景治)로 정하고, 다음 해 1월 1일[3](그레고리력 1663년 2월 8일)에 개원함.[1][2][4]

## 연대 대조표
| 반카인 | 서기 (西紀) | 간지 (干支) | 막 왕조 연호 (까오방 정권) | 응우옌 주 기년  | 청나라 연호     |
| 원년   | 1662년      | 임인 (壬寅) | 빈쓰엉(永昌) 2년           | 현주(賢主) 14년 | 강희(康熙) 원년 |

## 동시대 연호

### 베트남
막 왕조(莫朝)
- 빈쓰엉(永昌) (1661년 ~ 1680년)

### 중국
청(淸)
- 강희(康熙) (1662년 ~ 1722년)

남명(南明)
- 정무(定武) (1646년 ~ 1663년)

동녕국(東寧國)
- 영력(永曆) (1661년 ~ 1683년)

### 일본
- 간분(寬文) (1661년 ~ 1673년)

## 같이 보기
- 베트남의 연호